# Thomas Etholen Selfridge
Thomas Etholen Selfridge (São Francisco, Califórnia, 8 de fevereiro de 1882 - Fort Myer, 17 de setembro de 1908) foi um militar estadunidense que se tornou a primeira pessoa a morrer na queda de um aeroplano motorizado, um biplano pilotado por Orville Wright.

## Biografia
Pouco é sabido da infância de Selfridge. Graduou-se em 1903 na United States Military Academy (Academia Militar dos Estados Unidos) em West Point. Foi o 31.º da classe de 96 cadetes daquele ano; o futuro general Douglas MacArthur foi o primeiro.
Fez seu primeiro voo em 6 de dezembro de 1907, na pipa/papagaio de forma tetraédrica de Alexander Graham Bell Cygnet, feita de 3393 células alares. O dispositivo levou-o a 51 metros no ar sobre o Lago Bras d'Or na Nova Escócia, no Canadá e voou durante 7 minutos. Este foi o primeiro voo tripulado registrado no Canadá por numa máquina mais pesada que o ar. Ele também voou numa aeronave construída por um engenheiro canadense, Frederick W. Baldwin, que atingiu cerca de 100 metros de altura e 30 de distância.

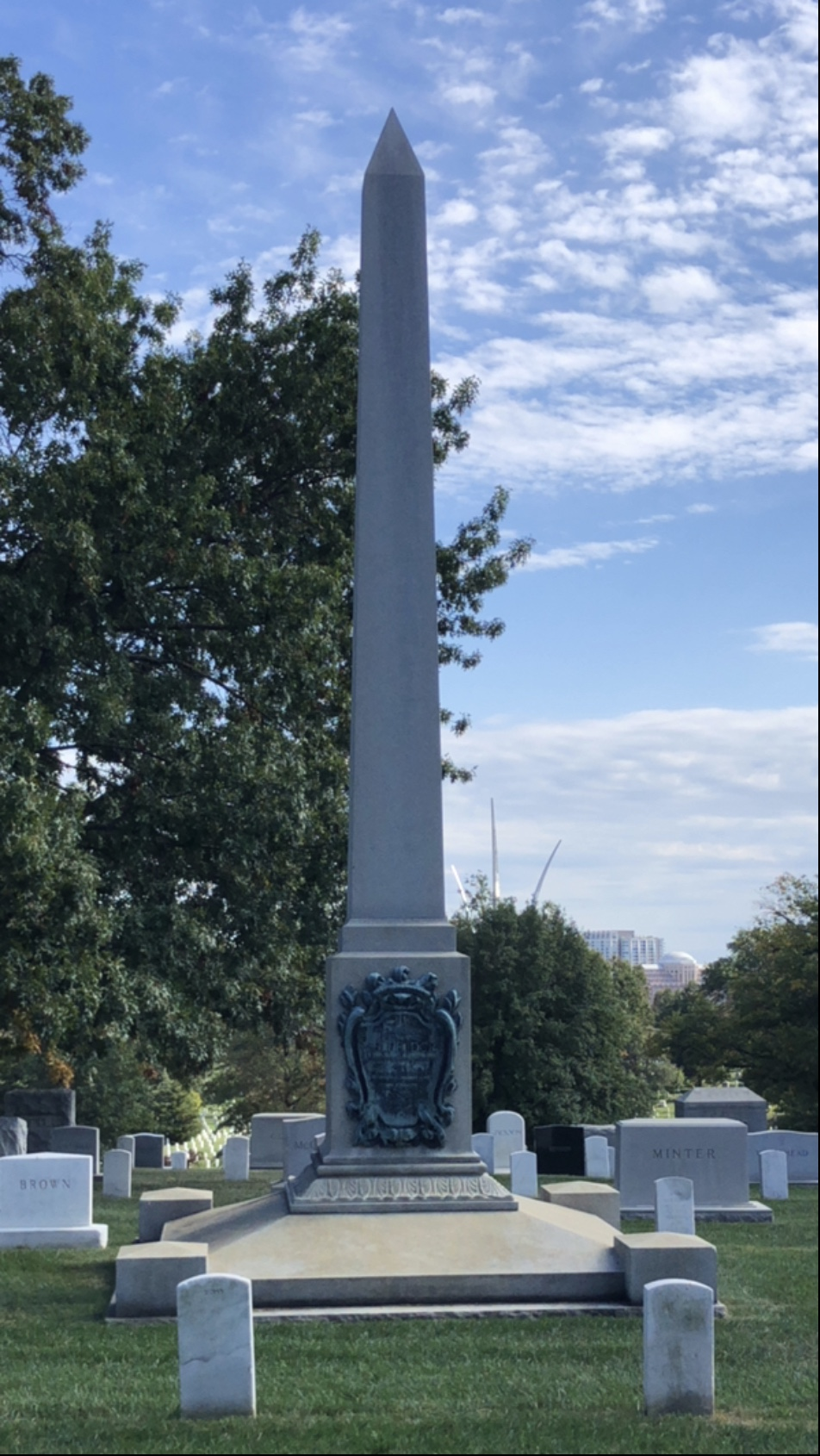

O acidente que o vitimaria foi devido a um impacto no solo: Selfridge e Orville foram projetados nos destroços do aparelho. Selfridge fraturou o crânio ao bater numa trave de madeira do chassis do avião. Foi ainda sujeito a uma operação neurocirúrgica mas morreu na noite seguinte sem ter retomado a consciência.